# Francke-Gut

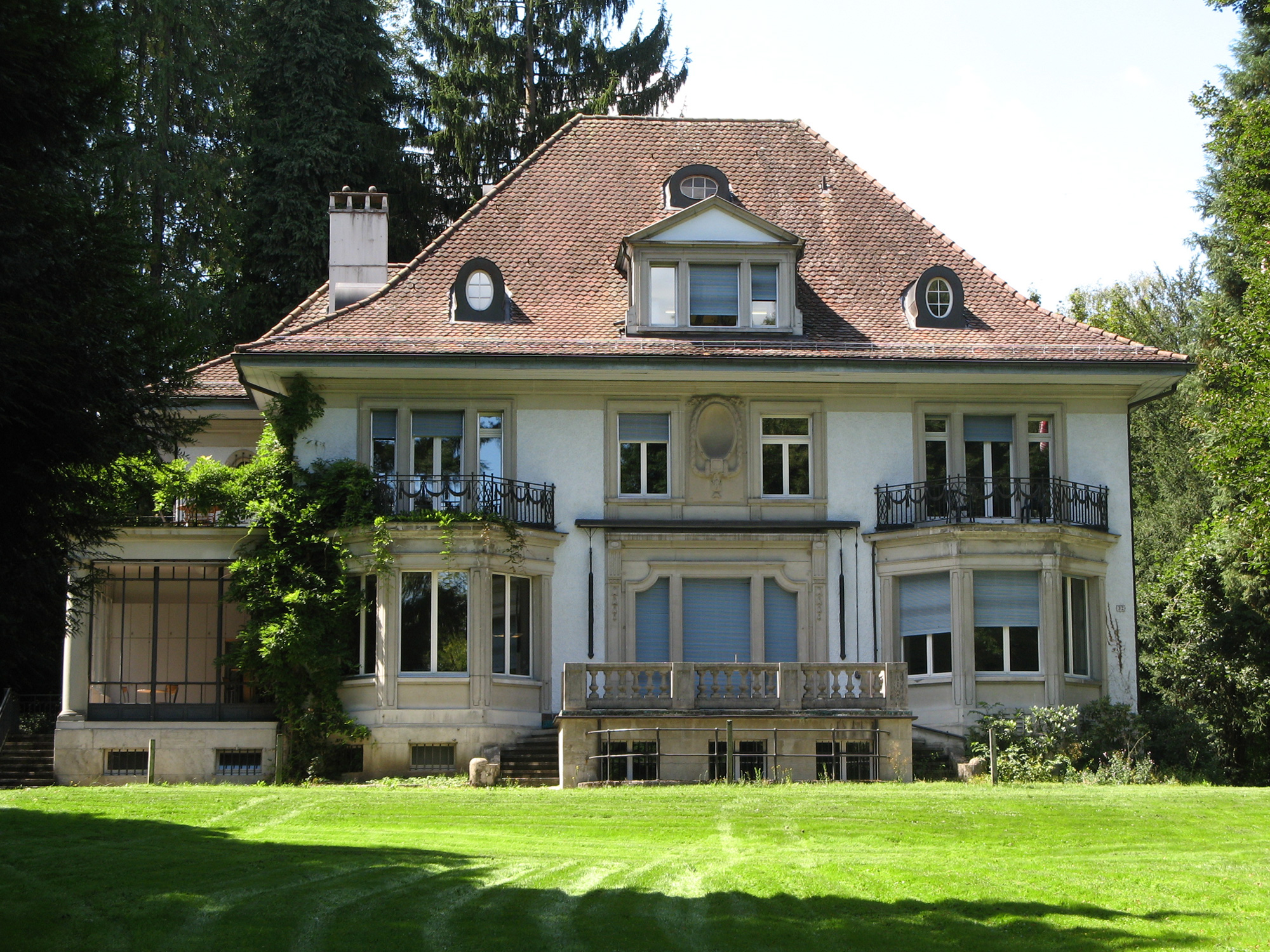
Francke-Gut

Das Francke-Gut (auch Villa Francke-Zurlinden) ist eine Villa in der Schweizer Stadt Aarau. Sie befindet sich zwischen Gönhardweg und Entfelderstrasse im Gönhardquartier und ist eines der drei «Gönhardgüter» (neben der Müller-Brunner-Villa und Landolt-Villa). Sie entstand zeitgleich mit den anderen beiden Villen im Jahr 1902 und steht unter kantonalem Denkmalschutz.

## Architektur
Das Francke-Gut verfügt über 14 Zimmer, sowie Ökonomiegebäude, Tennisplatz und Schwimmbad. Die Villa wurde 1902 vom Architekten Andreas Zuber gebaut. 1920 wurde die Gartenanlage nach Plänen des Architekten Ernst Hüssy um ein Schwimmbad mit Badehalle ergänzt. Der Bau wurde von Rudolf Zurlinden, Gründer der Jura-Cement-Fabriken und Schwiegervater des Wilhelm Francke, finanziert.
In den Jahren 1984/1985 wurden die Fassaden saniert, 1987 wurde die Gesamtanlage von Villa, Gärtnerhaus und Badepavillon unter Denkmalschutz gestellt. Das Haus ist völlig unrenoviert.

## Geschichte
Das Francke-Gut gehört seit 1956 der Einwohnergemeinde Aarau. Es wurde ursprünglich gekauft, um daraus eine Universität zu errichten. Diese Pläne scheiterten am politischen Willen und das Francke-Gut wurde ab 1974 von der Schweizerischen Koordinationsstelle für Bildungsforschung (SKBF) genutzt.

### Wilhelm Francke
Wilhelm Francke (1877–1935), der Namensgeber des Francke-Gutes, war ein einflussreicher Schweizer Kavallerist und Unternehmer. Er wurde 1877 in Rheinfelden geboren, kam als Waise nach Aarau und wuchs bei seiner Tante Mina Keller-Francke auf. Über seine Eltern ist nicht viel bekannt; sein Grossvater Johann Gottfried Francke (1799–1845) gründete die Salinen Rheinfelden mit. In Aarau lernte er Hedwig Zurlinden kennen und die beiden heirateten im Jahr 1902. Zusammen hatten sie zwei Töchter. Wilhelm Francke starb im Jahr 1935 an einem Leberleiden.
Francke besuchte Mittelschulen in Aarau und Solothurn, wo er auch seine Matura abschloss. Er studierte in München und Bern Jurisprudenz. Im Dezember 1900 trat er im Range eines Lieutenants der Cavallerie in den Bundesdienst ein. Nach seiner Hochzeit trat er dort aus und stieg bei den Jura-Cement-Fabriken, der Firma seines Schwiegervaters, ein. Ende 1915 machte sich Francke selbstständig. Er hatte die Lizenz für die Herstellung von Wasserstoffperoxid von einem deutschen Werk erworben; ein Bleichmittel, das vor allem in der im Aargau weit verbreiteten Strohindustrie genutzt wurde. Francke gründete ein Unternehmen und nannte es «Elektrochemische Fabrik Francke Aarau», kurz ELFA. Im Laufe seines Lebens gründete er weitere Unternehmen: Mit einem deutschen Geschäftspartner gründete er 1925 eine weitere Wasserstoff-Peroxid-Fabrik in Buffalo im Bundesstaat New York (USA). Im Aargau gründete er 1910 die Sektion Aargau des Automobilclubs Schweiz sowie einen eigenen «Reitclub Aarau».

## Aktuelle Nutzung
Der öffentlich zugängliche Aussenbereich des Francke-Gutes dient heute als Ruheoase (Stand Juni 2024). Das Haus teilen sich drei Institutionen: Die Schweizerische Koordinationsstelle für Bildungsforschung, der Aargauische Lehrerinnen- und Lehrerverband und der Verein Lesen und Schreiben für Erwachsene Aargau. Die Parkanlagen der Gönhardgüter wurden mit einer Investition von knapp 1,7 Millionen Franken der Stadt Aarau zwischen 2009 und 2013 fachgerecht restauriert.